# Filippina Carlotta di Prussia
Filippina Carlotta di Prussia (Berlino, 13 marzo 1716 – Braunschweig, 16 febbraio 1801) era una principessa di Prussia.

## Biografia
Era la quarta figlia del Federico Guglielmo I di Prussia, e di sua moglie, Sofia Dorotea di Hannover. Era perciò sorella di Federico il Grande.

## Matrimonio
Filippina Carlotta sposò il 2 luglio 1733 a Berlino Carlo I di Brunswick-Wolfenbüttel, figlio maggiore di Ferdinando Alberto II di Brunswick-Lüneburg. Carlo aveva ereditato il titolo di Brunswick-Bevern e principe di Wolfenbüttel alla morte del padre nel 1735, diventando così duchessa consorte.
Nel contempo suo fratello Federico sposò la sorella di Carlo, Elisabetta Cristina. Queste doppie nozze determinarono un'alleanza permanente delle due più importanti dinastie protestanti della Germania del Nord, le Casate di Prussia e di Brunswick. La parentela dei due dinastie comportò lo schieramento di Carlo I a favore di suo cognato nella Guerra dei sette anni, nonché la carriera del figlio di Filippina al servizio della Prussia. La stessa Filippina disse al suo figlio primogenito che voleva congedarsi dal servizio militare prussiano: " Ti proibisco di mostrarti ai miei occhi, e se non l'hai fatto non comparirmi davanti qualora lo facessi, dato che la tua nascita e la tua parentela sono onorevoli".
La coppia ebbe nove figli:
- Carlo Guglielmo Ferdinando (1735–1806);
- Sofia Carolina Maria (1737–1817), sposò Federico di Brandeburgo-Bayreuth
- Anna Amalia (1739–1807), sposò Ernesto Augusto II di Sassonia-Weimar-Eisenach;
- Federico Augusto (1740–1805);
- Alberto Enrico (1742-1761);
- Guglielmo Adolfo (1745–1770);
- Elisabetta Cristina Ulrica (1746–1840), sposò il cugino Federico Guglielmo II di Prussia;
- Augusta Dorotea (1749–1810);
- Massimiliano Giulio Leopoldo (1752–1785).

Filippina Carlotta era considerata donna sensibile ed altamente istruita, che scrisse da sé, in lingua francese, un compendio degli scritti filosofici di Christian Wolff. La Duchessa seguì molto attentamente, anche per l'influenza del consigliere del Duca Johann Friedrich Wilhelm Jerusalem, lo sviluppo delle discipline umanistiche tedesche. Stimò il poeta Salomon Gessner, con cui era apparso per la prima volta la loro "piacevole lingua materna" e fu in stretti rapporti con Friedrich Gottlieb Klopstock.
La vita di corte di Filippina Carlotta si concentrava sulla cerchia intellettuale che teneva prima e dopo cena nei suoi appartamenti di stato nel Grauer Hof, a cui attrasse studiosi e letterati con incarichi a corte.
Filippina Carlotta inoltre lasciò alla biblioteca di Wolfenbüttel la sua collezione, comprendente circa 4000 testi. È sepolta nella Cattedrale di Brunswick.
Oggi nei due Wittumspalais di Weimar si trovano dipinti che mostrano Filippina Carlotta con il suo cane accanto ad un clavicembalo- un altro ritratto nella stessa posizione venne più tardi fermato nella sua riproduzione da sua figlia Anna Amalia. Uno schermo da camino ricamato dalla Duchessa è conservato nella Sala da Concerto del Nuovo Palazzo di Potsdam.

## Ascendenza
|                                 |                                       |                                            | Genitori                         |  |  | Nonni |  |  | Bisnonni                          |  |  | Trisnonni                        |  |
|                                 |                                       |                                            |                                  |  |  |       |  |  | Federico Guglielmo di Brandeburgo |  |  | Giorgio Guglielmo di Brandeburgo |  |
|                                 |                                       |                                            |                                  |  |  |       |  |  | Federico Guglielmo di Brandeburgo |  |  | Giorgio Guglielmo di Brandeburgo |  |
|                                 |                                       | Elisabetta Carlotta del Palatinato-Simmern |                                  |  |  |       |  |  | Federico Guglielmo di Brandeburgo |  |  |                                  |  |
| Federico I di Prussia           |                                       |                                            |                                  |  |  |       |  |  | Federico Guglielmo di Brandeburgo |  |  |                                  |  |
|                                 |                                       | Luisa Enrichetta d'Orange                  | Federico Enrico d'Orange         |  |  |       |  |  |                                   |  |  |                                  |  |
|                                 |                                       | Luisa Enrichetta d'Orange                  | Federico Enrico d'Orange         |  |  |       |  |  |                                   |  |  |                                  |  |
|                                 |                                       | Luisa Enrichetta d'Orange                  | Amalia di Solms-Braunfels        |  |  |       |  |  |                                   |  |  |                                  |  |
| Federico Guglielmo I di Prussia |                                       | Luisa Enrichetta d'Orange                  |                                  |  |  |       |  |  |                                   |  |  |                                  |  |
|                                 |                                       | Ernesto Augusto di Brunswick-Lüneburg      | Giorgio di Brunswick-Lüneburg    |  |  |       |  |  |                                   |  |  |                                  |  |
|                                 |                                       | Ernesto Augusto di Brunswick-Lüneburg      | Giorgio di Brunswick-Lüneburg    |  |  |       |  |  |                                   |  |  |                                  |  |
|                                 |                                       | Ernesto Augusto di Brunswick-Lüneburg      | Anna Eleonora di Assia-Darmstadt |  |  |       |  |  |                                   |  |  |                                  |  |
| Sofia Carlotta di Hannover      |                                       | Ernesto Augusto di Brunswick-Lüneburg      |                                  |  |  |       |  |  |                                   |  |  |                                  |  |
|                                 |                                       | Sofia del Palatinato                       | Federico V del Palatinato        |  |  |       |  |  |                                   |  |  |                                  |  |
|                                 |                                       | Sofia del Palatinato                       | Federico V del Palatinato        |  |  |       |  |  |                                   |  |  |                                  |  |
|                                 |                                       | Sofia del Palatinato                       | Elisabetta Stuart                |  |  |       |  |  |                                   |  |  |                                  |  |
| Filippina Carlotta di Prussia   |                                       | Sofia del Palatinato                       |                                  |  |  |       |  |  |                                   |  |  |                                  |  |
|                                 | Ernesto Augusto di Brunswick-Lüneburg | Giorgio di Brunswick-Lüneburg              |                                  |  |  |       |  |  |                                   |  |  |                                  |  |
|                                 | Ernesto Augusto di Brunswick-Lüneburg | Giorgio di Brunswick-Lüneburg              |                                  |  |  |       |  |  |                                   |  |  |                                  |  |
|                                 | Ernesto Augusto di Brunswick-Lüneburg | Anna Eleonora di Assia-Darmstadt           |                                  |  |  |       |  |  |                                   |  |  |                                  |  |
| Giorgio I del Regno Unito       | Ernesto Augusto di Brunswick-Lüneburg |                                            |                                  |  |  |       |  |  |                                   |  |  |                                  |  |
|                                 |                                       | Sofia del Palatinato                       | Federico V del Palatinato        |  |  |       |  |  |                                   |  |  |                                  |  |
|                                 |                                       | Sofia del Palatinato                       | Federico V del Palatinato        |  |  |       |  |  |                                   |  |  |                                  |  |
|                                 |                                       | Sofia del Palatinato                       | Elisabetta Stuart                |  |  |       |  |  |                                   |  |  |                                  |  |
| Sofia Dorotea di Hannover       |                                       | Sofia del Palatinato                       |                                  |  |  |       |  |  |                                   |  |  |                                  |  |
|                                 |                                       | Giorgio Guglielmo di Brunswick-Lüneburg    | Giorgio di Brunswick-Lüneburg    |  |  |       |  |  |                                   |  |  |                                  |  |
|                                 |                                       | Giorgio Guglielmo di Brunswick-Lüneburg    | Giorgio di Brunswick-Lüneburg    |  |  |       |  |  |                                   |  |  |                                  |  |
|                                 |                                       | Giorgio Guglielmo di Brunswick-Lüneburg    | Anna Eleonora di Assia-Darmstadt |  |  |       |  |  |                                   |  |  |                                  |  |
| Sofia Dorotea di Celle          |                                       | Giorgio Guglielmo di Brunswick-Lüneburg    |                                  |  |  |       |  |  |                                   |  |  |                                  |  |
|                                 |                                       | Éléonore d'Esmier d'Olbreuse               | Alexandre II d'Esmier d'Olbreuse |  |  |       |  |  |                                   |  |  |                                  |  |
|                                 |                                       | Éléonore d'Esmier d'Olbreuse               | Alexandre II d'Esmier d'Olbreuse |  |  |       |  |  |                                   |  |  |                                  |  |
|                                 |                                       | Éléonore d'Esmier d'Olbreuse               | Jacquette Poussard de Vandré     |  |  |       |  |  |                                   |  |  |                                  |  |
|                                 |                                       | Éléonore d'Esmier d'Olbreuse               |                                  |  |  |       |  |  |                                   |  |  |                                  |  |